# Gare de Nice-Saint-Augustin
Gare de Nice-Saint-Augustin – stacja kolejowa w Nicei, w departamencie Alpy Nadmorskie, w regionie Prowansja-Alpy-Lazurowe Wybrzeże, we Francji. Znajduje się w pobliżu portu lotniczego Nicea (10 minut pieszo) i 5 minut jazdy pociągiem od dworca Nice-Ville.
Jest stacja Société nationale des chemins de fer français (SNCF), obsługiwaną przez pociągi TER Provence-Alpes-Côte d’Azur.